# Kunagora
Kunagora, med betydelsen "mårdtoppen", är ett berg i Krapina-Zagorjes län i norra Kroatien, strax ovanför staden Pregrada. Berget är till 90 % skogstäckt och skogen utgörs av ädellövskog bestående av främst bok och ek.
Som namnet antyder är berget rikt på mårdar. De håller sig i de lummiga och täta lövskogarna och kryper fram på natten. För övrigt är bergets symbol en mård.